# Código da Propriedade Industrial
O Código da Propriedade Industrial (em Portugal) ou a Lei da Propriedade Industrial (no Brasil) são as bases jurídicas que regem todos os trâmites relacionados com a Propriedade Industrial. Estão inscritos nestes diplomas certos prazos legais associados a Pedidos de Patente, registo de Marcas, de Desenhos ou Modelos (Portugal) ou Desenhos Industriais (Brasil); direitos de Propriedade Industrial, vigência dos direitos, transmissão e licenças, formas dos pedidos ou as penalizações por certas infrações à lei.
Em Portugal, o CPI atual foi aprovado pelo Decreto-Lei nº 36/2003 de 5 de Março e alterado várias vezes. No Brasil, a Lei nº 9279/96, em vigor desde 15 de maio de 1997, regula direitos e obrigações relativos à propriedade industrial.
Para consultar mais informações sobre a matéria tratada por estes diplomas, consultar Propriedade industrial.